# Severní část Západních Beskyd
Severní část Západních Beskyd (Polské Beskydy) jsou geomorfologickou oblastí Vnějších Západních Karpat, která leží na území Polska. V Polsku nemají zvláštní označení a jsou součástí makroregionu Západní Beskydy (polsky: Beskidy Zachodnie), protože v polském geomorfologickém členění podle Jerzyho Kondrackiego jde o širší pojem, který zahrnuje také Západní, Střední i Východní části Beskyd definované slovenským členěním. Část, která nespadá do žádné z uvedených česko-slovenských oblastí, se dělí na následující mezoregiony, resp. geomorfologické celky:

Severní část Západních Beskyd, vyznačena červeně

- f1 = 513.47 Beskid Mały (Czupel 930 m)
- f2 = 513.48 Beskid Makowski (Mędralowa 1169 m)
- f3 = 513.49 Beskid Wyspowy (Mogielica 1170 m)
- f4 = 513.52 Gorce (Turbacz 1310 m)
- f5 = 513.50 Kotlina Rabczańska (Tatarów 710 m)
- f6 = 513.53 Kotlina Sądecka

Nejvyšší hora této části Beskyd je Turbacz (Gorce).